# Катаплеїт

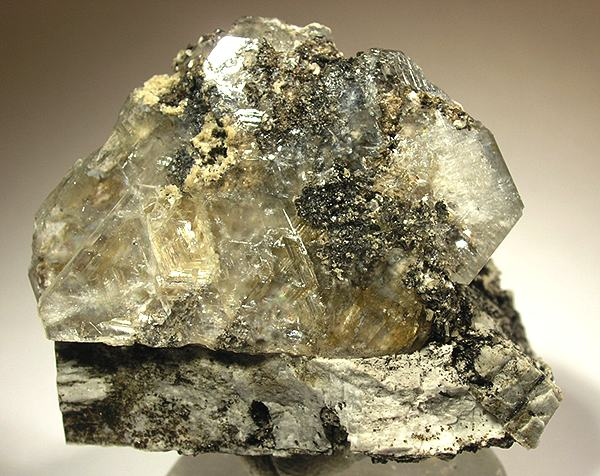
Катаплеїт

Катаплеїт (рос. катеплеит; англ. catapleiite; нім. Katapleit m) – мінерал, водний силікат цирконію з натрієм і кальцієм.
Назва з грецької «като», «плейон» - велика кількість.

## Загальний опис
Хімічна формула: 2[Na2ZrSi3O9·2H2O].
Містить (%): Na2О – 15,45; ZrO2 – 30,52; SiO2 – 45,07; H2O – 8,96.
Утворює ізоморфний ряд з кальцій-катаплеїтом.
Сингонія гексагональна.
Густина 2,66-2,75.
Твердість 6,5.
Колір світло-жовтий до світлувато-бурого.
Блиск скляний з перламутровим полиском.
Зустрічається в ультралужних породах, змінених пневматоліто-гідротермальними процесами.
Дуже рідкісний. Знайдений у Південній Норвегії, Південній Ґрендандії і в шт. Арканзас, США.
Асоціює з цирконом, лейкофанітом, мозандритом і тритомітом, а також з польовими шпатами, содалітом, егірином, евдіалітом і астрофілітом.